# براينت مايرز
برايان روبرت روهينا بيريز (من مواليد 5 أبريل 1998)، المعروف باسم براينت مايرز ، هو مغني تراب لاتيني بورتوريكي ومغني وكاتب أغاني. ولد روهينا في لوما ألتا، بورتوريكو. بدأ في أخذ عينات من الأغاني الخاصة به في عام 2013 ونشرها على وسائل التواصل الاجتماعي عبر حساباته على ساوند كلاود وإنستغرام ويوتيوب . اشتهر بأغنيته المنفردة "Esclava"  مما أكسبه شهرة في وطنه.
جاءت انطلاقته في عام 2016 مع أغنية «كواترو بابيز» مع المغني الكولومبي مالوما والتي شارك فيها نورييل وجون. أصبحت الأغنية نجاحًا تجاريًا، حيث حصلت على شهادة 4 × بولوتونيوم من قبل رابطة صناعة التسجيلات الأمريكية  وبلغت ذروتها في المرتبة 15 على مخطط بيلبورد لأشهر الأغاني اللاتينية.